# ジナー
ジナー (Sinar) は1948年にカール・ハンス・コッホ（Carl Hans Koch, 1916年 - 2005年）によりスイスのシャフハウゼンに創業したカメラメーカー。スタジオ用大判カメラを製造しており、リンホフと並ぶ世界最高峰の大判カメラメーカーである。
チューリッヒの絹染色業者の次男だったカール・アウグスト・コッホ（Carl August Koch, 1845年 – 1897年）は1868年フランスのマルセイユで湿板写真の技術を学んだ。チューリッヒに帰ると写真スタジオを開き、後にシャフハウゼンに移した。そのスタジオは1911年に息子のハンス・カール・コッホ（Hans Carl Koch, 1885年 – 1934年）が引き継いだ。彼は事業を拡大したが健康に難があって早世し、妻のケーテ・コッホ＝キューブラー (Käthe Koch-Kübler) が引き継いだ。その後ハンス・カールとケーテの息子であるカール・ハンスがスタジオを引き継いだが、父が遺したカメラに飽き足らず、妻のヒルデガルト・コッホ＝アベック (Hildegard Koch-Abegg) とともにスタジオを経営しつつ新しいデザインのビューカメラを設計し、1947年システムカメラ「ジナー」の特許を取得した。

## 製品

### モジュラーシステム
アクセサリーの互換性が特徴的で、おびただしい数のアクセサリーが全機種で使用可能となっている。後部フレーム交換により4×5 in判、5×7 in判、8×10 in判に対応する。

#### モジュラーシステムカメラボディー
- ジナーノルマ (Sinar Norma)/ジナーS (Sinar S) - 1948年発表。初期のジナーノルマはライズの枠が干渉しポラバックが装着不可。日本ではジナーSとして販売された。SはStandardの意。緑がかった灰色の結晶塗りは美しく、収集の対象となっている。
- ジナーP (Sinar P) - 1970年発表。PはPerfectionの意。ベースティルトアオリに加えセンターティルトアオリ機能を併せ持つ。1984年に被写体への写り込みを考慮しブラックボディとしたジナーP2、そしてデジタルバック装着時の操作性に留意しながら小型化したジナーP3に発展した。
- ジナーf (Sinar f) - fはfieldの意。前後フレームを簡略化した多目的補助フレームとし、小型軽量化を図っている。1986年にブラックボディー化されたジナーf1、ジナーf2に発展した。
- ジナーC (Sinar C) - CはConbinationの意。ジナーfの前フレームとジナーPの後フレームの組み合わせ。1986年にブラックボディー化されたジナーC2に発展した。
- ジナーハンディ (Sinar Handy) - ジナーシステムを使用した4×5 in判ハンディカメラ。カメラバッグ部がそのまま本体となり、レリーズ付きハンドグリップ、ファインダー、水準器、そしてアダプターを介し47 mmから90 mmの広角レンズを装着して撮影する。

#### モジュラーシステム用レンズ
大判カメラメーカーとしては珍しくローデンストック社からOEM供給を受けて自社ブランドのシナロンレンズをラインナップしている。自動絞りを備えるDBマウントを標準とするが一般のコパルシャッター付きも販売している。シナロンWEはアポグランダゴン、シナロンWはグランダゴンN、シナロンSはアポシロナーN、シナロンSEはアポシロナーS、シナロンWSはアポシロナーW、アポシナロンはアポロナー、マクロシナロンSEはアポマクロシロナー、マクロシナロンはマクロシロナーNそのものである。
- シナロンWE45 mm F4.5 - 4群8枚。
- シナロンWE55 mmF 4.5 - 4群8枚。
- シナロンW65 mm F4.5 - 4群8枚。
- シナロンW75 mm F4.5 - 4群8枚。
- シナロンW90 mm F4.5 - 4群8枚。
- シナロンW90 mm F6.8 - 4群6枚。
- シナロンW115 mm F6.8 - 4群6枚。
- シナロンW155 mm F6.8 - 4群6枚。
- シナロンS135 mm F5.6 - 4群6枚。
- シナロンS150 mm F5.6 - 4群6枚。
- シナロンS180 mm F5.6 - 4群6枚。
- シナロンS210 mm F5.6 - 4群6枚。
- シナロンS240 mm F5.6 - 4群6枚。
- シナロンS300 mm F5.6 - 4群6枚。
- シナロンS360 mm F5.6 - 4群6枚。
- シナロンS480 mm F5.6 - 4群6枚。
- シナロンSE135 mm F5.6 - 4群6枚。
- シナロンSE150 mm F5.6 - 4群6枚。
- シナロンSE180 mm F5.6 - 4群6枚。
- シナロンSE210 mm F5.6 - 4群6枚。
- シナロンSE240 mm F5.6 - 4群6枚。
- シナロンSE300 mm F5.6 - 4群6枚。
- シナロンSE360 mm F6.8 - 4群6枚。
- シナロンWS150 mm F5.6 - 5群7枚。
- シナロンWS210 mm F5.6 - 5群7枚。
- シナロンWS300 mm F5.6 - 5群7枚。
- アポシナロン150 mm F9 - 4群4枚。
- アポシナロン240 mm F9 - 4群4枚。
- アポシナロン300 mm F9 - 4群4枚。
- アポシナロン360 mm F9 - 4群4枚。
- アポシナロン480 mm F9 - 4群4枚。
- アポシナロン600 mm F9 - 4群4枚。
- マクロシナロンSE180 mm F5.6 - 4群6枚。
- マクロシナロン300 mm F5.6 - 4群6枚。

### ジナーHy6

#### ジナーHy6ボディー
- ジナーHy6 - ローライとの共同で開発され、ローライフレックス6000シリーズの最新機種ローライフレックスHy6と同一製品。PQSレンズを使用した場合フラッシュに1/1000秒まで同調する。

#### ジナーHy6用レンズ
- AFDスーパーアンギュロン50 mm F2.8 PQS
- AFDクセノター80 mm F2.8 PQS
- AFDテレクセナー150 mm F4 PQS
- AFDテレクセナー180 mm F2.8 PQ
- AFDバリオゴン60-140 mm F4.6 PQS

### ジナーM
オートフォーカス一眼レフ。

#### ジナーMボディー
- ジナーM - 当初はニコンFマウントであったが大型デジタルバックに対応しハッセルブラッドVシステムのレンズが使用できるようになり、さらにはハッセルブラッドのレンズをオートフォーカスに対応したレンズを用意した。

#### ジナーM用レンズ
カール・ツァイス製。
- シナロンデジタルAFディスタゴン40 mm F4
- シナロンデジタルAFプラナー80 mm F2.8
- シナロンデジタルAFマクロプラナー120 mm F4